# Landesforstdienst (Südtirol)
Der Landesforstdienst, italienisch Servizio forestale provinciale, ladinisch Sorvisc forestal dla Provinzia (auch: Landesabteilung 32, Forstwirtschaft, ital. Ripartizione provinciale 32, Foreste, ladin. Repartiziun provinziala 32, Bosć) umfasst die Forst- bzw. Forstpolizei-Behörden der Autonomen Provinz Bozen – Südtirol. Daneben besteht für forstbetriebliche Aufgaben die Agentur Landesdomäne.

## Organisatorisches

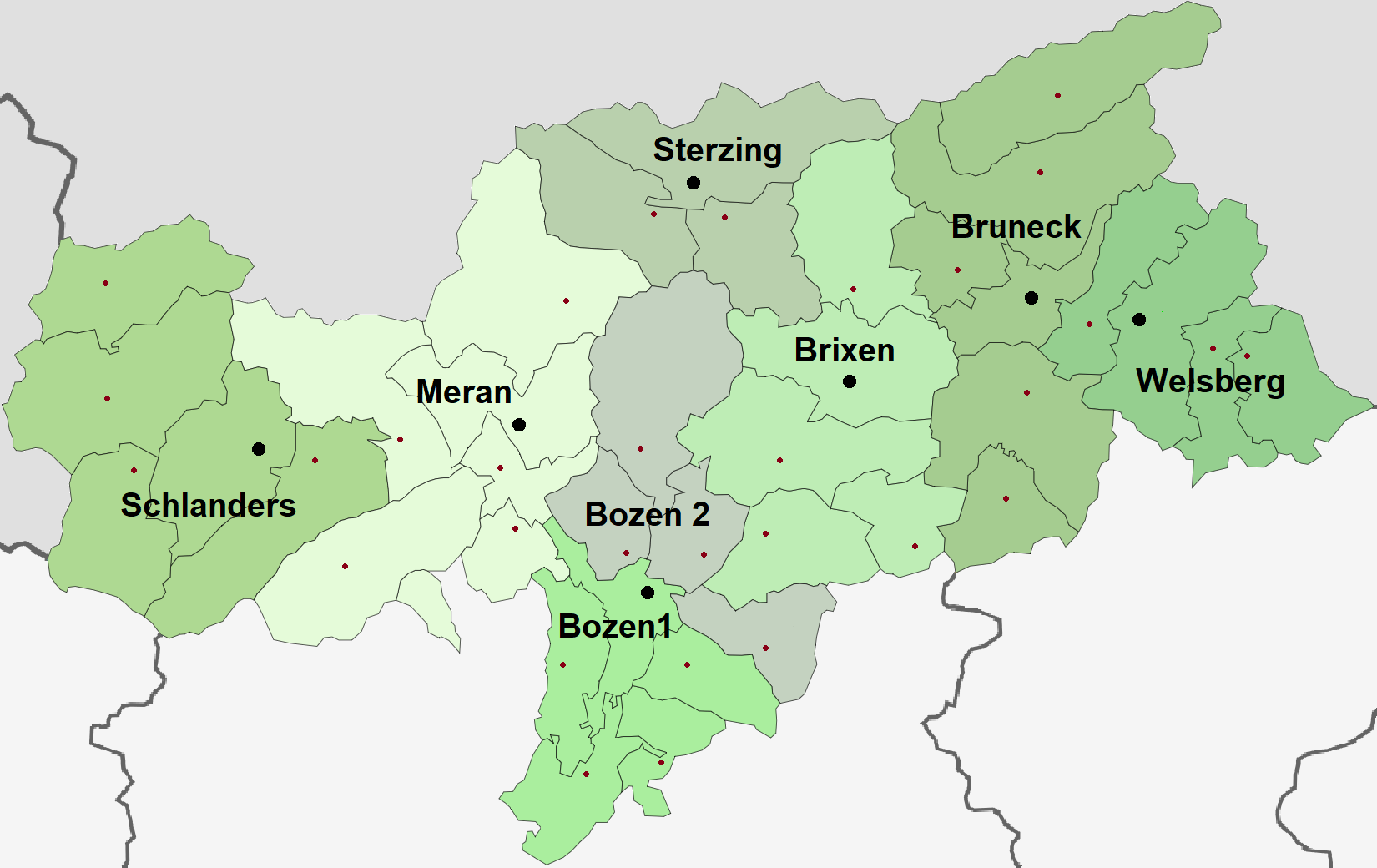
Gebiete der Forstinspektorate und Forststationen

Die Gesetzgebungskompetenz der Provinz Bozen für das Forstwesen ergibt sich aus dem Zweiten Autonomiestatut (Art. 8 Abs. 1, insbes. P. 21, „Forstwirtschaft und Forstpersonal“, ital. „foreste e Corpo forestale“). Nach § 56 des Forstgesetzes setzt sich der Landesforstdienst zusammen aus:
- der Direktion der Landesabteilung Forstwirtschaft
- 4 Zentralämtern mit spezifischen Aufgaben:
  - Amt für Forstverwaltung (mit 3 Forstgärten)
  - Amt für Bergwirtschaft
  - Amt für Forstplanung
  - Amt für Jagd und Fischerei (mit 3 Dienststellen für Jagd- und Fischereiaufsicht)
- 8 Forstinspektoraten mit Zuständigkeit für mehrere Gemeindegebiete
- dem Landesbetrieb für Forst- und Domänenverwaltung
- 38 Forststationen als operative Einheiten der Forstinspektorate und des Landesbetriebes für Forst- und Domänenverwaltung.[1]

2018 hatte der Landesforstdienst 376 Bedienstete, davon 293 (78 %) im Vollzugsdienst (Landesforstkorps) und 83 (22 %) im Verwaltungsdienst.
Die Kraftfahrzeuge des Landesforstdienstes tragen Kenntafeln nach folgendem Muster:
| I | CF FD A99 |  |

## Landesforstkorps
Das Vollzugspersonal des Landesforstdienstes mit polizeilichen Befugnissen bildet das Landesforstkorps (ital. Corpo forestale provinciale, ladin. Corp forestal provinzial). Es verteilt sich auf die vier Berufsbilder
- Forstwache (V. Funktionsebene; 51 %)
- Förster/Försterin (VI. Funktionsebene; 23 %)
- Forstinspektor/Forstinspektorin (VII. Funktionsebene; 12 %)
- Forstrat/Forsträtin (IX. Funktionsebene; 14 %).[10]

Der Frauenanteil liegt bei 6 %.

### Aufgaben
Räumlich erstreckt sich der Aufgabenbereich des Landesforstkorps über mehr als 372.000 Hektar Landesfläche mit Bäumen und Sträuchern.
Sachlich ist das Landesforstkorps mit Aufsicht und Kontrolle der Rechtsvorschriften in folgenden Bereichen betraut:
- Gemeinnutzungsrechte[13]
- Landschaftsschutz[14]
- Naturschutz (Flora, Fauna, Habitat, Mineralien)[15]
- Jagd[16] und Fischerei[17]
- Kraftfahrzeugverkehr[18]
- Verkehr mit motorbetriebenen Luftfahrzeugen[19]
- Abfallbewirtschaftung und Bodenschutz[20]
- Verbrennen von Biomaterial[21]
- Gewässerschutz[22]
- Schutz der Wasserläufe[23]
- Pilzesammeln[24]
- Seilbahnanlagen[25]
- Nationalpark Stilfserjoch[26]

### Geschichte
Errichtet wurde das Landesforstkorps durch Landesgesetz vom 7. September 1973, Nr. 33. Ein Vorgänger war der Forstschutzdienst nach dem österreichischen Forstgesetz von 1852.

### Ränge und Rangabzeichen
| Forstwache, V. Funktionsebene (agente ed assistente forestale) | Forstwache, V. Funktionsebene (agente ed assistente forestale) | Forstwache, V. Funktionsebene (agente ed assistente forestale) | Forstwache, V. Funktionsebene (agente ed assistente forestale) |
| -------------------------------------------------------------- | -------------------------------------------------------------- | -------------------------------------------------------------- | -------------------------------------------------------------- |
|                                                                |                                                                |                                                                |                                                                |
| Forstwart                                                      | Forstwache                                                     | Forstaufseher                                                  | Forstoberaufseher                                              |
| Agente forestale                                               | Agente forestale scelto                                        | Assistente forestale                                           | Assistente forestale capo                                      |

| Förster/Försterin, VI. Funktionsebene (sovrintendente forestale) | Förster/Försterin, VI. Funktionsebene (sovrintendente forestale) | Förster/Försterin, VI. Funktionsebene (sovrintendente forestale) |
| ---------------------------------------------------------------- | ---------------------------------------------------------------- | ---------------------------------------------------------------- |
|                                                                  |                                                                  |                                                                  |
| Försterstellvertreter                                            | Förster                                                          | Oberförster                                                      |
| Vice sovrintendente forestale                                    | Sovrintendente forestale                                         | Sovrintendente forestale capo                                    |

| Forstinspektor/Forstinspektorin, VII. Funktionsebene (ispettore/ispettrice forestale) | Forstinspektor/Forstinspektorin, VII. Funktionsebene (ispettore/ispettrice forestale) | Forstinspektor/Forstinspektorin, VII. Funktionsebene (ispettore/ispettrice forestale) | Forstinspektor/Forstinspektorin, VII. Funktionsebene (ispettore/ispettrice forestale) |
| ------------------------------------------------------------------------------------- | ------------------------------------------------------------------------------------- | ------------------------------------------------------------------------------------- | ------------------------------------------------------------------------------------- |
|                                                                                       |                                                                                       |                                                                                       |                                                                                       |
| Forstinspektorstellvertreter                                                          | Forstinspektor                                                                        | Oberforstinspektor                                                                    | Hauptforstinspektor                                                                   |
| Vice ispettore forestale                                                              | Ispettore forestale                                                                   | Ispettore forestale capo                                                              | Ispettore forestale superiore                                                         |

|                        |
| Stationsleiter         |
| Comandante di Stazione |

| Forstrat/Forsträtin, IX. Funktionsebene (ufficiale forestale) | Forstrat/Forsträtin, IX. Funktionsebene (ufficiale forestale) | Forstrat/Forsträtin, IX. Funktionsebene (ufficiale forestale) | Forstrat/Forsträtin, IX. Funktionsebene (ufficiale forestale) |
| ------------------------------------------------------------- | ------------------------------------------------------------- | ------------------------------------------------------------- | ------------------------------------------------------------- |
| Kein Dienstgradabzeichen                                      |                                                               |                                                               |                                                               |
| Forstratstellvertreter                                        | Forstrat                                                      | Oberforstrat                                                  | Forstdirektor                                                 |
| Vice commissario forestale                                    | Commissario forestale                                         | Commissario capo forestale                                    | Questore forestale                                            |

## Trivia
Eine populäre Darstellung enthält die Fernsehserie Die Bergpolizei – Ganz nah am Himmel, in deren erster bis dritter Staffel (2011–15) Terence Hill den Forstinspektor Pietro Thiene verkörpert.

## Andere Forstdienste in Italien
Auch die anderen autonomen Gebiete Italiens verfügen über eigene Forstdienste bzw. -korps:
- Provinz Trient: Servizio Foreste e Fauna (SFF)[31] (ca. 260 Bedienstete, 3.450 km²)
- Region Aostatal: Corpo Forestale della Valle d’Aosta/Corps forestier de la Vallée d'Aoste (CFVdA)[32] (ca. 160 Bedienstete, 980 km²)
- Region Friaul-Julisch Venetien: Corpo Forestale Regionale (CFR)[33] (ca. 260 Bedienstete, 3.000 km²)
- Region Sardinien: Corpo forestale e di vigilanza ambientale (Cfva)[34] (ca. 1.400 Bedienstete, 12.400 km²)
- Region Sizilien: Corpo Forestale della Regione Siciliana (CFRS)[35] (ca. 600 Bedienstete, 10.320 km²)

In den übrigen 15 italienischen Regionen sind seit Auflösung des staatlichen Forstkorps 2016 die Carabinieri zuständig: Comando unità forestali, ambientali e agroalimentari (CUFA).